# Рустам, Сулейман

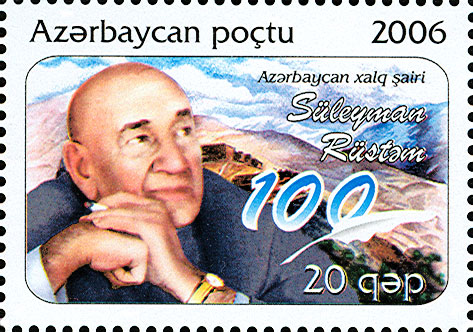
Почтовая марка Азербайджана, 2006 год

Сулейма́н Руста́м (азерб. Süleyman Əliabbas oğlu Rüstəmzadə; 1906—1989) — азербайджанский советский поэт и драматург, общественный деятель.. Один из авторов слов Гимна Азербайджанской ССР (вместе с Самедом Вургуном и Гусейн Арифом).
Народный поэт Азербайджанской ССР (1960). Лауреат Сталинской премии второй степени (1950). Герой Социалистического Труда (1976). Член ВКП(б) с 1940 года.

## Биография
Родился 12 марта 1906 года в селе Новханы (ныне Апшеронский район, Азербайджан) в семье кузнеца.
До революции учился в русско-татарской школе. В школе директором и педагогом тогда был Сулейман Сани Ахундов, который пробудил, как писал С. Рустам, интерес к литературе, а укрепили этот интерес известные педагоги тех времен — М. Везиров, Р. Таиров, А. Исрафилбейли. После он поступает в Бакинский электротехникум, затем — на восточный факультет АзГУ, где его сокурсниками были Джафар Джаббарлы, А. Бадалбейли, В. Хулуфлу, их педагогом был выдающийся писатель Абдулрагим-бек Ахвердов.
В 1929 году продолжает образование на факультете литературы и искусства I-го МГУ. С 1937 года работал директором Азербайджанского государственного драматического театра им. М. Азизбекова. Был депутатом всех созывов парламента советского Азербайджана, в 1971 — 1989 годах он — председатель ВС АзССР. Сулейман Рустам был не только поэтом, но и переводчиком, литератором. Он переводил на родной язык «Сокровищница тайн» Низами (совместно с Аббасали Саровлу), произведения И. А. Крылова, А. С. Грибоедова, А. С. Пушкина, М. Ю. Лермонтова, Н. А. Некрасова и др. Произведения Рустама переведены на многие языки мира, в том числе на русский. Член ВКП(б) с 1940 года.
Рустам работал главным редактором газеты «Эдебийет газети» («Литературная газета»). Лауреат многих престижных премий Азербайджана, СССР.
Умер 10 июня 1989 года. Похоронен в Баку на Аллее почётного захоронения.

## Память
- В 2006 году была выпущена почтовая марка Азербайджана, посвященная Рустамзаде.
- В Баку ему установлена мемориальная доска.[7]
- Его именем названа улица в Баку.

## Творчество

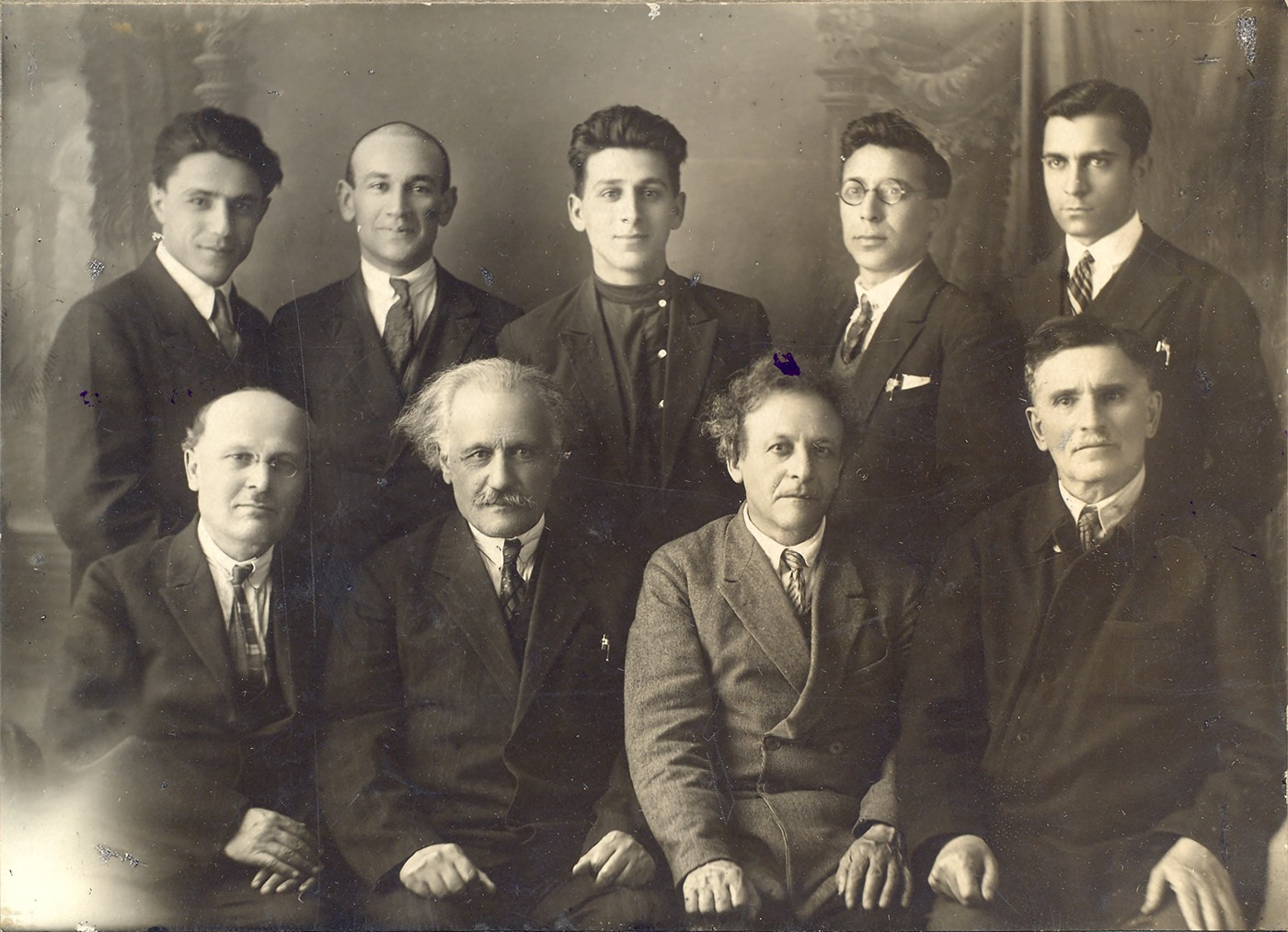
Деятели культуры Азербайджана. Стоят (слева направо): Асаф Зейналлы, Сулейман Рустам, Расул Рза, Джафар Джаббарлы, Афрасияб Бадалбейли. Сидят (слева): Антон Маилян, Абдуррагим-бек Ахвердов, Гибо Корнелли, Рзагулу Наджафов. Баку, 1930 год

Первый сборник стихов — «От печали к радости», написанный в 1927 году, как и многие стихотворения поэта, созданные в 20-е годы («Партизан Али», «Безрукий герой») посвящены комсомолу, гражданской войне, отваге борцов за Советскую власть.
Главной тематикой произведений, созданных поэтом в 1930-е годы («Романтика ночи») было воссоздание романтики коллективного труда, влекущего также духовное обогащение людей. Поэма «Хороший товарищ» посвящена трудовым подвигам хлопкоробов в Муганских степях.
В 1939—1940 годах С. Рустам создал пьесу «Гачаг Наби». Поэт использовал народные сказания о Гачаге Наби, расширил и углубил их социально-исторически, придал пьесе современное звучание. Основные герои пьесы — прославленный вожак народного движения в XIX веке Гачаг Наби и его смелая жена и сподвижница Хаджар.
Сын бедного крестьянина Наби, батрачивший у бека, не выдерживает жестокости и грубости хозяина, бежит в горы, становится «гачагом» (гачаг — дословно — беглец, изгнанник), собирает вокруг себя недовольных крестьян, мстит за поруганный народ, отнимает у богачей деньги и товары и раздает беднякам. Его поддерживает вся округа, он храбро сопротивляется царским чиновникам и жандармам и долгое время держит в страхе помещиков. Но, как всякое стихийное крестьянское движение, терпит крах и мятеж «благородного разбойника» Наби.
Написанные в годы Великой Отечественной войны патриотические стихи («Настанет день», «Сынам Азербайджана», «Ответ старика») посвящены мужеству и самоотверженности советских людей, их непоколебимую веру в победу над врагом. Большой популярностью пользовалось стихотворение С. Рустама «Мать и почтальон» (1942). Мать долгих четыре месяца ждущая весточки от сына — фронтовика, гонит почтальона: «Не будет письма мне… больше не приходи». Почтальон опечаленный уходит, но он не обижен, ему горько за страдания старой матери. В свою очередь мать глубоко переживает свой поступок. Наконец, почтальон приносит долгожданное письмо, и этому событию вместе с матерью радуются и почтальон, и вся округа. Это стихотворение, написанное с большой эмоциональной силой, глубоко волнует читателя, будит у него светлые чувства.
В послевоенные годы поэт написал сборник стихов «Два берега», посвященный тяжелой жизни азербайджанских бедняков в Иране и послевоенному расцвету Советского Азербайджана. В поэме «Сердце Гафура» воссоздан образ героя войны Гафура Мамедова, грудью заслонившего своего командира от вражеских пуль.

## Произведение
- «Настанет день» (М., 1943)
- Меч и стих. Баку, 1943
- «Два берега» Баку, 1949
- «Два берега» М., 1950
- Стихи. Баку, 1954
- Стихотворения. М., 1958
- Желание сердца. М., 1959
- «Два берега» Баку, 1986
- «Сердце Гафура» (Баку, 1950)
- Слово о русском брате" (1960)
- Не могу забыть. М., 1963
- Открытое письмо. Баку, 1963
- Вторая весна. М., 1967
- Каспийские волны. М., 1971
- Душа. М., 1974
- Железные строки. М., 1982

## Награды и премии
- Сталинская премия второй степени (1950) — за сборник стихотворений «Два берега» (1949)
- Герой Социалистического Труда (15.06.1976)
- три ордена Ленина (в том числе 25.02.1946, 15.06.1976)
- два ордена Трудового Красного Знамени (27.04.1940, «в ознаменование 20-й годовщины освобождения Азербайджана от ига капитализма и установления там советской власти, за успехи в развитии нефтяной промышленности, за достижения в области подъёма сельского хозяйства и образцовое выполнение строительства Самур-Дивичинского канала»; 29.10.1956)
- орден Дружбы народов (16.11.1984)
- народный поэт Азербайджанской ССР (1960)
- заслуженный деятель искусств Азербайджанской ССР (1943)
- Государственная премия Азербайджанской ССР
- Почётная Грамота Президиума Верховного Совета Азербайджанской ССР (01.06.1974)[9]